# Município de Hopewell (condado de Muskingum, Ohio)
O município de Hopewell (em inglês: Hopewell Township) é um município localizado no condado de Muskingum no estado estadounidense de Ohio. No ano de 2010 tinha uma população de 3.093 habitantes e uma densidade populacional de 30,78 pessoas por km².

## Geografia
O município de Hopewell encontra-se localizado nas coordenadas 39° 57′ 58″ N, 82° 09′ 47″ O. Segundo o Departamento do Censo dos Estados Unidos, o município tem uma superfície total de 100.48 km², da qual 99,32 km² correspondem a terra firme e (1,15 %) 1,16 km² é água.

## Demografia
Segundo o censo de 2010, tinha 3.093 habitantes residindo no município de Hopewell. A densidade populacional era de 30,78 hab./km². Dos 3.093 habitantes, o município de Hopewell estava composto pelo 97,45 % brancos, o 0,91 % eram afroamericanos, o 0,16 % eram amerindios, o 0,13 % eram asiáticos, o 0,16 % eram de outras raças e o 1,2 % eram de uma mistura de raças. Do total da população o 0,58 % eram hispanos ou latinos de qualquer raça.